# جيمس د. واتكينز
جيمس د. واتكينز (بالإنجليزية: James D. Watkins)‏ هو ضابط أمريكي، ولد في 7 مارس 1927 في ألهامبرا في الولايات المتحدة، وتوفي في 26 يوليو 2012 في الإسكندرية في الولايات المتحدة.

## وصلات خارجية
- جيمس د. واتكينز على موقع مونزينجر (الألمانية)
- جيمس د. واتكينز على موقع إن إن دي بي (الإنجليزية)